# Вишнёвка (деревня, Гродненская область)
Вишнёвка (бел. Вішнёўка, пол. Wiszniówka) — деревня в Сморгонском районе Гродненской области Белоруссии.
Входит в состав Кревского сельсовета.
Расположена в южной части района на реке Вишнёвка. Расстояние до районного центра Сморгонь по автодороге — около 32,5 км, до центра сельсовета агрогородка Крево по прямой — чуть более 7 км. Ближайшие населённые пункты — Битеняты, Вишнёвка, Гейлеши. Площадь занимаемой территории составляет 0,2420 км², протяжённость границ 3310 м.
Согласно переписи население деревни в 1999 году насчитывало 56 человек.
До 2008 года Вишнёвка входила в состав Ордашинского сельсовета.
Грунтовой автомобильной дорогой местного значения Н7979 деревня связана с дорогой Н6727 Коптевичи — Коренды — Ордаши — Боярск.
Через Вишнёвку проходит регулярный автобусный маршрут Сморгонь — Коптевичи.